# Tiago Calvano
Tiago Coelho Branco Calvano, plus connu comme Tiago Calvano, né le 10 mai 1981 à Rio de Janeiro (Brésil), est un footballeur brésilien qui joue au poste de défenseur central aux Harrisburg City Islanders en USL.

## Biographie
Tiago Calvano réalise ses débuts professionnels avec le club de Botafogo en 2001. Il joue la saison 2002-2003 en Italie, avec le Perugia Calcio, mais sans toutefois parvenir à débuter en équipe première.
De 2003 à 2005, il évolue dans les rangs du FC Barcelone B. Il joue trois matches non officiels avec l'équipe première du FC Barcelone.
En 2005, il est recruté par le club suisse des Young Boys, où il reste jusqu'en 2008. Avec cette équipe, il joue 8 matchs en Coupe de l'UEFA, inscrivant 2 buts.
À partir de 2008, il joue en Allemagne, d'abord avec Duisburg, puis à partir de 2010 avec le Fortuna Düsseldorf.
En 2011, il rejoint le championnat d'Australie, d'abord avec les Newcastle Jets, puis de 2013 à 2014 avec le Sidney FC.
En 2014, il est recruté par le club américain du Minnesota United, pour jouer en North American Soccer League.